# Les Mines du roi Salomon (film, 1937)
Pour les articles homonymes, voir Les Mines du roi Salomon.
Pour plus de détails, voir Fiche technique et Distribution.
Les Mines du roi Salomon (titre original : King Solomon's Mines) est un film britannique réalisé par Robert Stevenson, sorti en 1937.

## Synopsis
En Afrique, en 1885, le chercheur d'or Patrick O'Brien et sa fille Kathleen découvrent un diamant qui s'avère n'être qu'un simple caillou. Ils décident de rejoindre la côte car on peut y chercher de l'ivoire. Au même moment, ils rencontrent un aventurier du nom d’Allan Quatermain qui part en convoi chercher des chasseurs blancs pour un safari africain. Grâce à Kathleen, celui-ci accepte de les prendre avec lui. Lors d'un bivouac, Kathleen aperçoit un chariot de l'autre côté du fleuve. Une fois sur place, ils découvrent deux personnes, Umbopa l’africain et Sylvestra qui meurt quelques instants après leur avoir révélé l'existence d'une carte indiquant la mine de diamants du roi Salomon. O'Brien trouve la carte et annonce à sa fille qu'il va aller chercher les diamants, il en fait une copie avant de la rendre à Quatermain. Le soir même, il lui annonce qu'il partira seul à leur recherche, et lui demande de veiller sur sa fille. Quatermain qui ne peut le dissuader de partir accepte de protéger Kathleen.

## Fiche technique
- Titre original : King Solomon's Mines
- Titre français : Les Mines du roi Salomon
- Réalisation : Robert Stevenson
- Réalisation exterieur: Geoffrey Barkas
- Scénario :
  - Charles Bennett, A.R. Rawlinson, Ralph Spence (non crédités)
  - Roland Pertwee, Michael Hogan (dialogue)
  - Henry Rider Haggard, d'après son roman de 1885, Les Mines du roi Salomon
- Directeur artistique : Alfred Junge[2]
- Costumes : Marianne (wardrobe)
- Photographie : Glen MacWilliams
- Montage : Michael Gordon
- Musique : Mischa Spoliansky
- Direction musicale : Louis Levy
- Chanson : Eric Maschwitz
- Société(s) de production : Gaumont British Picture Corporation
- Société(s) de distribution : (Royaume-Uni) General Film Distributors, (États-Unis) Gaumont British Picture Corporation of America, (France) Elephant Films (tous support)
- Pays d'origine : Royaume-Uni
- Année : 1937
- Langue originale : anglais
- Format : noir et blanc – 35 mm – 1,37:1 – mono (British Acoustic)
- Genre : aventure
- Durée : 80 minutes
- Dates de sortie : 
  - Royaume-Uni : 17 juin 1937
  - États-Unis : 2 juillet 1937 (New York en avant-première)
  - États-Unis : 26 juillet 1937
  - Belgique : 4 mars 1938 (Bruxelles)
  - France : janvier 2006 (version doublée)

## Distribution
- Cedric Hardwicke : Allan Quatermain
- Paul Robeson : Umbopa
- Roland Young : Commandant Jean Good
- Anna Lee : Kathleen 'Kathy' O'Brien
- John Loder : Sir Henry Curtis
- Arthur Sinclair : Patrick 'Patsy' O'Brien
- Robert Adams : Twala
- Arthur Goullet : Sylvestra Getto
- Frederick Leister (non crédité) : un acheteur de diamants

## Autour du film
- Une version muette, en 1919 réalisée par Horace Lisle Lucoque, Allan Quatermain, fut adaptée au cinéma.
- Cette version cinématographique et la seconde des 'Mines du Roi Salomon', mais la première en langue parlée.
- À la différence des versions précédentes et suivantes, on y trouve 3 chansons de gospel, chantées par Paul Robeson, Walk! Walk!", Climbin' Up", "Kukuwana", ce qui lui donne un côté Broadway.
- Dans le générique de début, lors de la présentation des acteurs, le prénom 'Allan', est écrit avec deux 'L', alors que dans son 'journal' il n'y en a plus qu'un.

## Remakes
- Les adaptations au cinéma